# Acutisoma proximum
Os Acutisoma proximum constituem uma espécie de opiliões de corpo esverdeado do tamanho de uma pequena moeda.